# Le grandi storie della fantascienza 4
Le grandi storie della fantascienza 4 (titolo originale Isaac Asimov Presents the Great SF Stories 4 (1942)) è un'antologia di racconti di fantascienza raccolti e commentati da Isaac Asimov e Martin H. Greenberg. Fa parte della serie Le grandi storie della fantascienza e comprende racconti pubblicati nel 1942.
È stata pubblicata nel 1980 e tradotta in italiano l'anno successivo.

## Racconti
- Il Topo Stellare (The Star Mouse), di Fredric Brown
- Le ali della notte (The Wings of Night), di Lester Del Rey
- Collabora, altrimenti... (Co-Operate - Or Else!), di A. E. Van Vogt
- Fondazione (Foundation), di Isaac Asimov
- La spinta di un dito (The Push of a Finger), di Alfred Bester
- Manicomio (Asylum), di A. E. Van Vogt
- Prova (Proof), di Hal Clement
- Nervi (Nerves), di Lester Del Rey
- Barriera (Barrier), di Anthony Boucher
- Il Twonky (The Twonky), di Henry Kuttner e C. L. Moore
- QRM Interplanetario (QRM-Interplanetary), di George O. Smith
- Il negozio d'armi (The Weapons Shop), di A. E. Van Vogt
- Mimesi (Mimic), di Donald A. Wollheim

## Edizioni
- (EN) Isaac Asimov Presents The Great SF Stories 4 (1942), DAW Books, 1980.
- Le grandi storie della fantascienza 4 (1942), traduzione di Roberta Rambelli, SIAD Edizioni, 1981.
- Le grandi storie della fantascienza, traduzione di Roberta Rambelli, Bompiani, 1990, ISBN 88-452-1638-1.
- Le grandi storie della fantascienza, traduzione di Roberta Rambelli, RCS Periodici, 2006.